# Wstrząs wtórny
Wstrząs wtórny (ang. aftershock) – trzęsienie następcze następujące po trzęsieniu ziemi, zazwyczaj z mniejszą amplitudą. Wstrząs wtórny pochodzi z tego samego źródła, co pierwszy wstrząs. Często następujące trzęsienia z pobliskich źródeł są błędnie nazywane wstrząsami wtórnymi.
Prawdopodobieństwo wystąpienia wtórnego wstrząsu jest opisane prawem Omoriego, w którym prawdopodobieństwo wystąpienia trzęsienia wtórnego zanika z czasem i dane jest wzorem:
{\displaystyle n(t)={\frac {K}{c+t}},}
gdzie:
- {\displaystyle n(t)} – liczba trzęsień wtórnych {\displaystyle n} w czasie {\displaystyle t,}
- {\displaystyle K} – współczynnik zaniku,
- {\displaystyle c} – parametr opóźnienia czasowego.